# Anton Weiguny
Anton Weiguny (29. března 1851 Urfahr – 14. prosince 1914 Linec) byl rakouský politik německé národnosti z Horních Rakous, na počátku 20. století poslanec Říšské rady.

## Biografie
Byl synem tkalce. Vystudoval farní školu v Urfahru. Od roku 1863 byl krejčovským učněm. Byl členem katolického tovaryšského spolku. Od roku 1874 do roku 1875 působil jako člen předsednictva Katolické jednoty pro vzdělávání dělníků v Linci. V roce 1874 založil Oborovou jednotu krejčích, které předsedal. V letech 1875–1877 pak zastával funkci předsedy Katolické jednoty pro vzdělávání dělníků v Linci. Později se přiklonil k sociálně demokratickému hnutí. Od roku 1897 vydával list Die Wahrheit, od roku 1911 Tagblatt. V letech 1905–1914 zasedal v obecní radě v Linci za Rakouskou sociálně demokratickou stranu.
Působil i jako poslanec Říšské rady (celostátního parlamentu Předlitavska), kam usedl ve volbách do Říšské rady roku 1907, konaných poprvé podle všeobecného a rovného volebního práva. Byl zvolen za obvod Horní Rakousy 03. Mandát obhájil ve volbách do Říšské rady roku 1911. V parlamentu zasedal do své smrti roku 1914. Po volbách roku 1907 byl uváděn coby člen Klubu německých sociálních demokratů, po volbách roku 1911 v Klubu německých sociálních demokratů.
Zemřel po dlouhé nemoci v prosinci 1914.